# Perideridia bacigalupii
Perideridia bacigalupii är en flockblommig växtart som beskrevs av Tsan Iang Chuang och Lincoln Constance. Perideridia bacigalupii ingår i släktet Perideridia och familjen flockblommiga växter. Inga underarter finns listade i Catalogue of Life.